# Fugida i expulsió d'alemanys a Europa
La fugida i expulsió d'alemanys a Europa es refereix a l'èxode forçat de població alemanya cap a l'Alemanya i l'Àustria actuals. Aquesta migració de població començà al final de la Segona Guerra Mundial i hi hagué tres grans onades de desplaçaments. La primera correspon a la fuita espontània o a l'evacuació més o menys organitzada de les poblacions que temien l'avenç de l'Exèrcit Roig entre el maig del 1944 i els primers mesos del 1945. La segona fase correspon a les expulsions locals, immediatament després de la derrota de la Wehrmacht. Les expulsions sistemàticament organtizades tingueren comptes després de la Conferència de Potsdam del 2 d'agost de 1945 signats per Stalin, Attlee i Truman, i que planejaren l'expulsió de població alemanya considerada com una amenaça per a l'estabilitat de la futura Europa.
Les expulsions tingueren lloc sobretot a Polònia (7 milions de persones) i a Txecoslovàquia (3 milions), però també a altres llocs d'Europa Central i de l'Est. Es calcula que van desplaçar-se entre 12 i 16 milions de persones. Fou una de les migracions més grans entre les quals va haver-hi al final de la Segona Guerra Mundial i probablement de l'edat contemporània. Aquest èxode ha estat descrit de diferents maneres: desplaçament de població, neteja ètnica, democidi i fins i tot genocidi. Almenys 500.000 civils foren morts durant aquests desplaçaments a causa de malalties i de manca de recursos. Les expulsions van acabar al començament del 1950, quan ja només quedava en aquests territoris un 12% de la població alemanya que hi havia hagut abans de la guerra.
Aquest esdeveniment històric, que, tret d'algunes excepcions, com els Saxons de Transsilvània, va suposar la fi de mil anys de colonització alemanya a l'Est, és encara desconegut fins i tot a Alemanya, atès que les atrocitats nazis i l'Holocaust van amagar durant molt de temps el patiment d'aquella població alemanya.

## Població alemanya d'Europa de l'Est
Les migracions que tingueren lloc entre els segles x i xx han dut a l'aparició de zones poblades per alemanys a l'Europa de l'Est, fins a Rússia. A partir del segle xvi, a Pomerània, Prússia, Sudetenland, Bessaràbia, Galítsia, al Tirol del Sud, a la Carniola i a la Baixa Estíria hi havia nombroses ciutats i pobles majoritàriament poblats per alemanys. A partir del segle xix cada ciutat de mida mitjana d'Europa Central tenia un barri alemany i un barri jueu.

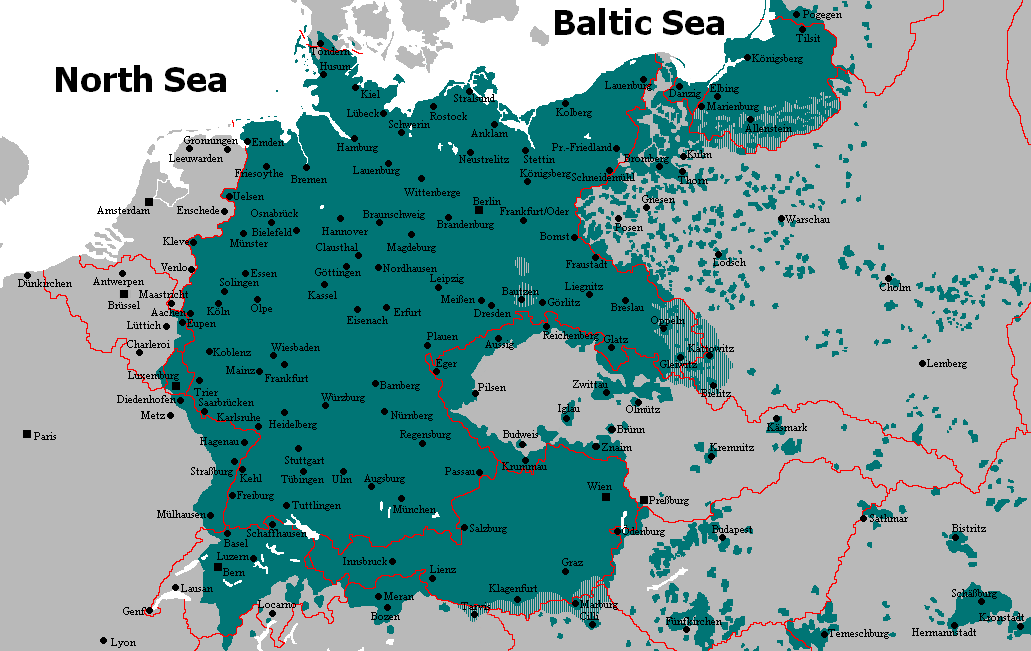
Territoris de llengua alemanya envers el 1925, sense els germanobàltics, els alemanys del Volga ni les antigues colònies d'ultramar.

La pujada del nacionalisme a Europa a partir de mitjan segle xix va fer estendre el concepte de "poble", concepte que uneix unes comunitats en una mateixa raça, religió, llengua i cultura, i que tenen el dret de crear un propi estat. En aquestes circumstàncies, tot de situacions podien desembocar en un conflicte:
- Si una nació reclamés els drets territorials més enllà de les seves fronteres defensant un lligam comú amb la població que hi ha en aquell territori.
- Si un grup ètnic, majoritari o no, desitgés secessionar-se d'un estat per formar una nació independent o per adherir-se a una altra amb la qual comparteix lligams culturals o lingüístics.
- Si una nació desitgés expulsar les poblacions que no pertanyen als mateixos trets idiosincràtics.

## Reivindicacions territorials del nacionalisme alemany
A començaments del segle xx hi havia població alemanya fins al Caucas i tot al llarg del Volga. Després de la guerra, les pèrdues territorials d'Alemanya, la desintegració de l'Imperi Austrohongarès i la pujada del comunisme a la Unió Soviètica significava que ara hi havia minories alemanyes en nous estats.
Els nacionalismes alemanys varen fer servir l'existència d'àmplies minories alemanyes als països veïns com a base per a les seves reivindicacions territorials. La propaganda nazi conra Txecoslovàquia i Polònia pretenia que els alemanys d'aquells territoris fossin perseguts. Hitler utilitzà aquest pretext després per dur a terme una política agressiva envers aquests veïns.
Els nazis negociaren els intercanvis de població amb Ióssif Stalin i Benito Mussolini perquè els països poguessin aconseguir llur "homogeneïtat ètnica". Tanmateix, aquests intercanvis no foren suficients per apaivagar les ànsies dels nazis.

## Suport de la població alemanya a la invasió nazi
Com que Alemanya s'annexionava Txecoslovàquia, Polònia i altres nacions europees, membres de les minories alemanyes ajudaren les forces d'invasió i l'ocupació que se'n seguí. Aquests actes provocaren l'enemistat amb l'altra població i fou utilitzat com a justificació per a les expulsions de després de la guerra.

### Txecoslovàquia
Les poblacions alemanyes de Txecoslovàquia es trobaven sobretot al Sudetenland, a la frontera amb Alemanya. Els alemanys que hi vivien habitaven la regió des de l'edat mitjana i representaven una quarta part de la població total. La regió del Sudetenland era també la principal zona industrial del país. Segons la Constitució del 1920, els drets de la minoria alemanya i la seva cultura estaven protegits en funció de la proporció d'alemanys en la població. L'oposició entre els alemanys i els txecs és latent tot al llarg dels anys 1920. Tanmateix, per raons de seguretat, els territoris fronterers foren expropiats i els soldats txecs s'establiren en zones únicament habitades pels alemanys dels Sudets.
Els sentiments nacionalistes jugaren un paper important en la política durant els primers anys de la República i els partits alemanys practicaven molt sovint el filibusterisme. El 1926 el Canceller Gustav Stresemann aconsellà a la població dels Sudets de cooperar amb el govern de Praga. Per consegüent, la majoria dels partits acceptaren participar en la vida política i acceptaren els càrrecs de ministres. El 1929, només un petit nombre de diputats dels alemanys dels Sudets, la majoria dels membres del partit nazi dels Sudets quedaven a l'oposició.

El Sudetenland, (zones en negre) poblat per població alemanya a Bohèmia i a Moràvia a començaments del.

L'1 d'octubre de 1933, Konrad Henlein creà una nova organització política, el Front Patriòtic dels Sudets, que es declarava lleial a Txecoslovàquia però desitjava una descentralització. Absorbí la majoria dels partits nacionalistes, fins i tot el partit nazi. El 1935 es convertí en el Partit Alemany dels Sudets (SdP en les seves sigles en alemany) i començà una campanya de propaganda activa. A les eleccions del maig va obtenir el 60% del sufragi alemany a costa dels socialistes cristians i dels socialdemòcrates, que perderen la meitat de llurs representants.
El SdP esdevingué el pivot de les forces nacionalistes. El partit es presentava com l'obrant per un reglament equitatiu de les reivindicacions alemanyes dels Sudets, en el marc de la democràcia txecoslovaca. Heilein mantingué, tanmateix, contactes secrets amb l'Alemanya nazi i rebé una ajuda financera de Berlín. El SdP donà suport a la idea d'un führer i adoptà els mètodes nazis amb estendards, eslògans i uniformes dels membres. També rebutjaren les concessions ofertes pel govern, com una descentralització més gran, i la participació del SdP en el govern mateix. El 1937 la majoria dels dirigents del SdP donaven suport als objectius pangermànics de Hitler.
A partir del 1938, Heilein seguí les instruccions de Hitler sotmetent demandes inacceptables al govern txecoslovac com una autonomia completa. Tot d'altercats entre els paramilitars del SdP i l'exèrcit que s'havia desplegat per la regió agreujaren els conflictes per tal de justificar una intervenció militar per part d'Alemanya. Finalment, França i el Regne Unit forçaren Txecoslovàquia a acceptar les reivindiacions alemanyes i a signar l'Acord de Múnic el 29 de setembre de 1938. El 15 de març de 1939, Alemanya s'annexiona el que queda de Txèquia i crea el Protectorat de Bohèmia i Moràvia. L'ocupació alemanya és relativament suau fins al 1941, quan s'intensificaren els objectius de destrucció de la cultura txeca.

### Polònia
Després de la Primera Guerra Mundial, Polònia va rebre territoris anteriorment ocupats per Alemanya. Al cens del 1931 hi havia menys del 3% d'alemanys en la població total. Tanmateix, als territoris fronterers del corredor polonès la proporció d'alemanys arribava al 20% i a la Ciutat Lliure de Danzig el percentatge d'alemanys era del 96%. Els activistes dels grups Deutscher Volksverband i Jungdeutscher Partei s'oposaven a tota forma de coexistència amb l'estat polonès, i àdhuc condemnaven els alemanys que parlaven polonès o tenien contacte amb la cultura polonesa.
Els historiadors calculen, no obstant això, que només el 25% dels alemanys de Polònia pertanyien a organitzacions que donaven suport a la invasió nazi. El Selbstschutz (autodefensa) i les organitzacions nacionalistes alemanyes creades a Polònia van participar activament en les accions (sabotatge, etc.) contra la població polonesa. El Selbstschutz participà en particular a l'eliminació de l'elit polonesa en el marc de l'operació Tannenberg, que va assassinar més de 60.000 persones. Aquesta organització va arribar a tenir 80.000 militants, és a dir, el 10% de la població alemanya de Polònia.

## Intercanvi de població entre la Unió Soviètica i l'Alemanya nazi
La població alemanya que vivia a territoris ocupats per la Unió Soviètica entre el 1939 i el 1940 després del Pacte Mólotov-Ribbentrop, com a Bessaràbia o als països bàltics fou transportada a Alemanya. La majoria dels germanobàltics van traslladar-se abans de l'ocupació soviètica dels estats bàltics. Aquests alemanys foren reinstal·lats a Polònia, a territoris on els nazis havien expulsat la població polonesa (vegeu Generalplan Ost).

## Evacuació i fuita
Durant la Segona Guerra Mundial, la població alemanya fou instal·lada a territoris de l'Est en el marc del Lebensraum. Tanmateix, les derrotes successives de la Wehrmacht van conduir l'Exèrcit Roig fins a les portes mateixes d'Alemanya. Les autoritats nazis van preparar plans d'evacuació de la població alemanya dels territoris d'Europa de l'Est cap al final de la guerra. Nogensmenys, a moltes zones l'evacuació es va retardar fins al darrer moment, quan ja fou massa tard per fer-ho de manera ordenada. El gruix de les evacuacions començà el gener de 1945, quan les tropes soviètiques s'aproparen a la Polònia ocupada.

### Polítiques alemanyes d'evacuació
Els plans d'evacuació havien estat preparats per les autoritats nazis, però foren retardats fins que l'Exèrcit Roig entrà als territoris o simplement van ser anul·lats. Tot i l'avenç ràpid de l'Exèrcit Roig, les autoritats alemanyes prohibien sovint als habitants abandonar llurs cases sense permís. Milions d'alemanys foren doncs retinguts en aquestes zones a causa de mesures draconianes preses pels nazis per lluitar contra les actituds "derrotistes" (com suggerir l'evacuació) i a causa del fanatisme dels funcionaris que aplicaven al peu de la lletra les ordres que prohibien el trasllat. Quan les autoritats permeteren a la població d'evacuar, ja no hi havia pràcticament mitjans de transport i la població hagué de traslladar-se majoritàriament a peu.

### Atrocitats de l'Exèrcit Roig i propaganda nazi

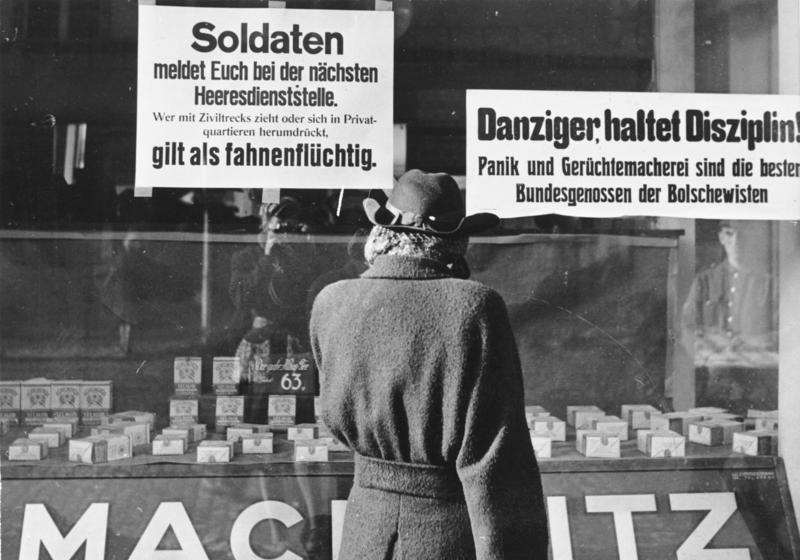
Cartells als carrers de Danzig el febrer de 1945 per advertir els soldats que fugir amb civils es considerava deserció.

Durant l'avenç, els soldats de l'Exèrcit Roig cometeren tot de nombroses atrocitats, com violacions, assassinats i pillatge. La propaganda soviètica animava una actitud violenta i venjativa contra els alemanys. El Front de l'Est va causar la mort de més de 26 milions de russos, entre els quals 15 eren víctimes civils, a causa de l'ocupació alemanya. Els oficials com Lev Kópelev que s'oposaven a aquestes accions foren condemnats per manca de combativitat i enviats al gulag.
Per la seva banda, la propaganda nazi publicava àmpliament les descripcions de les atrocitats soviètiques, com la massacre de Nemmersdorf, per tal de mantenir la moral alemanya i incitar els soldats a lluitar. Això no obstant, provocà el pànic de milers de civils que fugiren cap a l'oest el 1945 a la recerca de territoris més segurs a l'interior d'Alemanya. Durant aquesta onada de pànic, molts alemanys triaren suïcidar-se, com els 900 civils de la ciutat de Demmin, a Pomerània, sobre una població d'entre 16.000 i 17.000 habitants. Els civils que fugiren foren sovint víctimes d'atrocitats quan foren atrapats per les tropes soviètiques.

### Rússia
Els alemanys de la Mar Negra foren els primers evacuats, el 1943, cap a la Gran Polònia i Alemanya.

### Eslovàquia
S'evacuaren entre 70.000 i 120.000 alemanys durant l'hivern de 1944-1945.

### Prússia Oriental

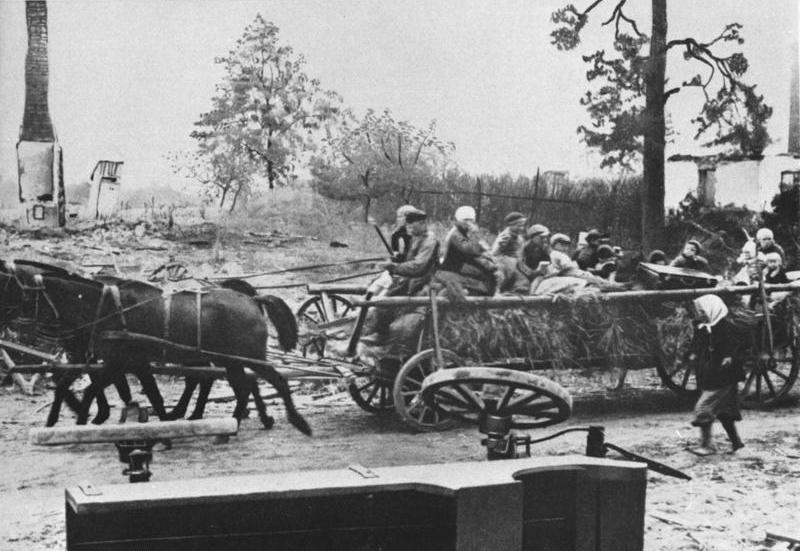
Refugiats de Prússia Oriental.

Prússia Oriental era el territori alemany separat de la resta d'Alemanya pel corredor polonès, on la població va triar majoritàriament quedar sota poder alemany i no pas polonès. Tot just després de l'ocupació de Polònia, el reichsgau de Prússia Oriental va adquirir territoris purament polonesos, fins a Varsòvia.
L'evacuació de Prússia Oriental va tenir lloc el 20 de gener i el març de 1945. Aquesta evacuació, que s'havia retardat durant tres mesos, començà després de l'avenç de l'Exèrcit Roig. Van evacuar civils, indústries i bestiar.
Al començament, el Gauleiter de Prússia Oriental, Erich Koch, rebutjà l'evacuació de civils (fins al 20 de gener de 1945) i ordenà executar tots aquells que intentessin fugir sense autorització. Tota temptativa de preparació de l'evacuació de civils era considerada com una acció derrotista que minava la moral de les tropes. Això, però, no feu que Koch i altres dignataris nazis fossin els primers a fugir quan els russos s'atansaven. Tanmateix, milions de refugiats fugiren durant l'hivern de 1945. Aquests refugiats eren sobretot dones i nens que feien camí cap a Alemanya, on creien que estarien més segurs. Com que tots els vehicles de motor havien estat requisats per la Wehrmacht, els refugiats feien servir carros per traslladar llurs béns. Quan l'Exèrcit Roig va arribar fins a la mar Bàltica a Elbing el 23 de gener, ocupà la ruta terrestre entre Prússia Oriental i la resta d'Alemanya. L'únic mitjà per escapar era travessar la llacuna del Vístula per arribar fins als ports de Danzig i Gdingen i ser evacuat per mar en l'operació Hanníbal. Mesclats entre les tropes alemanyes que reculaven i que no es camuflaven pas, els refugiats eren constantment bombardejats per l'aviació soviètica.

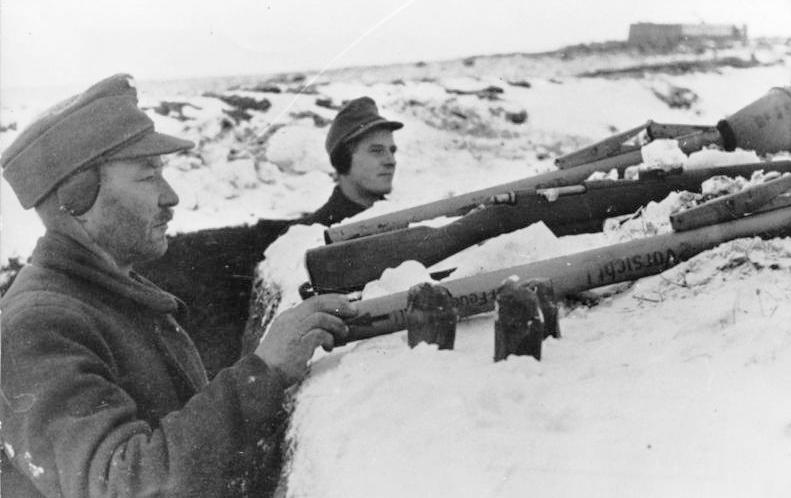
Volkssturm a Prússia Oriental.

Tots els homes entre setze i seixanta anys foren incorporats a les unitats de Volkssturm. Sense armament pesant i sovint sense entrenament militar, aquestes unitats eren enviades a l'escorxador, davant mateix les tropes soviètiques. Tot de membres d'aquestes formacions escaparen malgrat els riscos que corrien en intentar fugir. Els trens de refugiats anaven atapeïts i les baixes temperatures causaren moltes víctimes entre els passatgers. El darrer tren de refugiats sortí de Königsberg el 22 de gener de 1945.

#### Operació Hanníbal

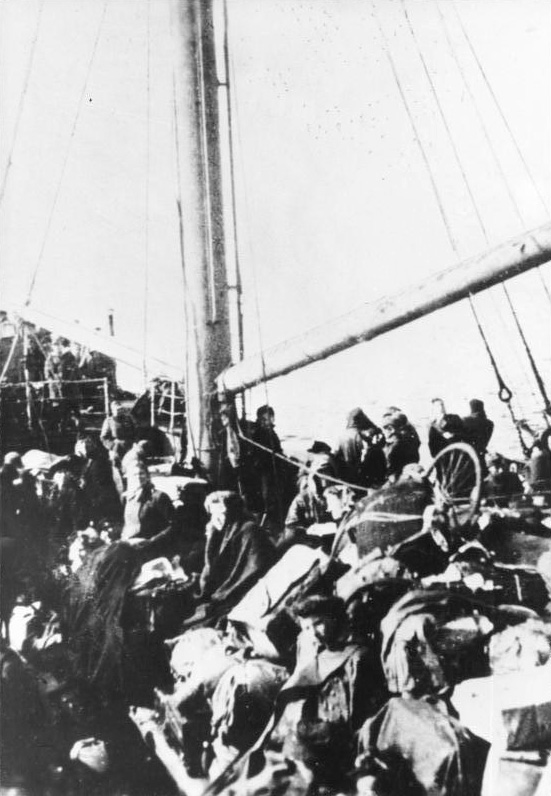
Refugiats en un vaixell prop de Pillau.

L'operació Hanníbal fou una operació militar del 21 de gener de 1945 sota les ordres de l'almirall Karl Dönitz, destinat a repatriar les tropes i els civils de Prússia Oriental. El flux de refugiats transformà l'operació en una de les operacions més grans d'evacuació d'urgència per mar de la història. Durant quinze setmanes, més de 900.000 civils i 350.000 soldats foren traslladats a través de la mar Bàltica cap a Alemanya i Dinamarca. Entre 494 i 1.080 vaixells de tota mida foren utilitzats, com també les unitats navals més grans de la Kriegsmarine. Aquesta evacuació fou un dels triomfs més significatius de la flota de guerra alemanya.
Els desastres marítims més grans de la història tingueren lloc durant aquesta operació. El paquebot Wilhelm Gustloff fou atacat per tres torpedes del submarí soviètic S-13 la nit del 30 de gener de 1945 i s'enfonsà en tan sols 45 minuts. La xifra de morts varia segons les fonts, des de 5.300 o 7.000 ·  fins a 7.400 o 9.400. Els 949 supervivents foren socorreguts per vaixells de la Kriegsmarine comandats pel creuer Admiral Hipper. El 14 de febrer l'Steuben fou enfonsat pel mateix submarí quan sortia de Pillau, hi moriren prop de 2.000 passatgers. El Goya, enfonsat el 16 d'abril, causà la mort de 6.000 persones.

#### Königsberg
El 24 de gener de 1945 el 3r Front de Belarús comandat pel general Txerniakhovski envoltà la capital de Prússia Oriental, Königsberg. El Tercer Exèrcit de Panzer i al voltant de 200.000 civils foren retinguts a la ciutat. Com a resposta, el general Georg-Hans Reinhardt, comandant del Grup d'Exèrcits Centre, advertí Hitler de l'amenaça soviètica, però el Führer rebutjà l'ordre d'evacuació. A causa de l'avenç ràpid del 2n Front de Belarús de Konstantín Rokossovski, les autoritats alemanyes de Königsberg decidiren enviar trens plens de refugiats cap a Allenstein sense saber que les tropes soviètiques ja havien pres la ciutat.
Durant l'assalt soviètic, el cordó litoral del cordó del Vístula esdevingué l'última via d'evacuació cap a l'oest. Tanmateix, els civils que intentaven escapar per aquest cordó sovint eren interceptats i assassinats per les patrulles soviètiques. Al voltant de 2.000 civils sortien de la ciutat cada dia per intentar arribar a la ciutat, ja atapeïda de refugiats, de Pillau. L'assalt final començà el 2 d'abril amb un bombardeig de la ciutat. La ruta terrestre cap a Pillau fou un cop més atacada i tot de civils hi moriren. La guarnició alemanya va rendir-se finalment el 9 d'abril i Beevor escrigué «van violar les dones i les noies per tota la ciutat en ruïnes».
Al final, només quedaren a Prússia Oriental 800.000 dels 2.490.000 habitants que hi havia abans de la guerra.

### Pomerània
L'evacuació de Pomerània, també retardada, fou complicada pel flux massiu de refugiats de Prússia Oriental. Cap al final de febrer de 1945 el partit nazi ordenà la suspensió de l'evacuació. Les rutes d'evacuació foren, doncs, ràpidament blocades per les forces soviètiques. La ciutat de Kolberg, el principal port fou declarat 'fortalesa' i esdevingué la base principal d'evacuació marítima de Pomerània Oriental. Els alemanys evacuats eren traslladats a Alemanya a l'oest de l'Oder o a Dinamarca. S'evacuaren prop de 2,2 milions de persones.

### Silèsia

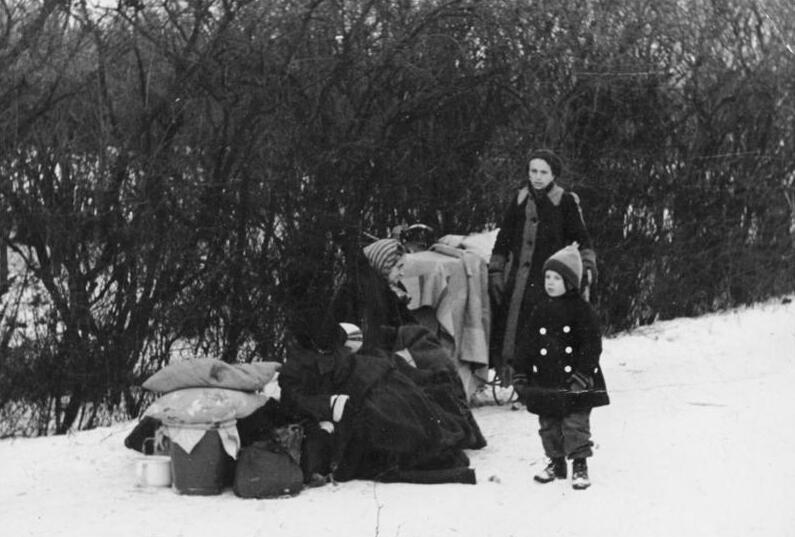
Refugiats de l'Alta Silèsia, gener de 1945.

L'evacuació dels 4,7 milions d'habitants de Silèsia començà el 19 de gener de 1945. Les primeres ordres concernien la gent gran, les dones i els nens de l'Alta Silèsia.
Una gran part de la població de la Baixa Silèsia fou evacuada travessant l'Òder cap a Saxònia o Bohèmia. Tanmateix, tot de silesians ignoraren les ordres d'evacuació, creient que si sabien polonès i tenien orígens polonesos podrien evitar els horrors que ja havien patit altres alemanys de l'est.
El febrer de 1945 l'Exèrcit Roig s'atansava a la ciutat de Breslau. El Gauleiter Karl Hanke declarà que la ciutat seria defensada fins al darrer home i per consegüent l'evacuació s'aturà. Quan autoritzà tornar a evacuar gent, ja era massa tard, i durant les evacuacions, mal organitzades, de començaments de març del 1945, 18.000 persones moriren de fred.
En total, entre 6 i 8,35 milions d'alemanys van fugir o foren evacuats de les zones a l'est de la línia Oder-Neisse abans que l'Exèrcit Roig prengués el control de la regió. Molts refugiats intentaren tornar a casa després dels combats. L'1 de juny de 1945, 400.000 refugiats van travessar l'Òder i el Neisse cap a l'est abans que les autoritats soviètiques tanquessin la frontera. Uns altres 800.000 tornaren a Silèsia a través de Txecoslovàquia.

## Condicions dels expulsats a l'Alemanya de post-guerra

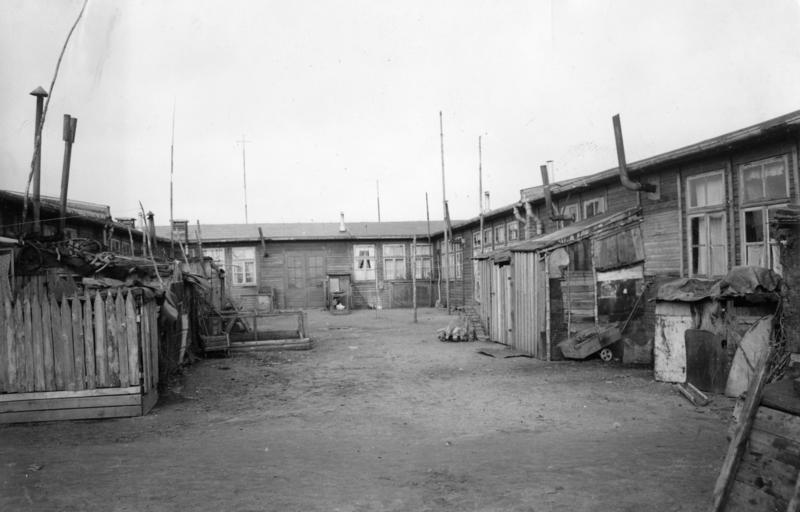
Antic camp per a refugiats a Eckernförde, fotografia del 1951.

La gent que arribava no es trobava en bones condicions, particularment durant l'hivern, dur, del 1945-1946, quan els trens transportaven els "morts i els moribunds a cada vagó (d'altres morts ja s'havien fet fora del tren durant el viatge)." Després d'haver patit les atrocitats de l'Exèrcit Roig, els expulsats van haver de patir les represàlies de les poblacions locals de Polònia, de Txecoslovàquia i de Iugoslàvia. Els llinxaments, les violacions i els assassinats eren freqüents durant aquelles expulsions. Va haver-hi alemanys que foren massacrats com a Ústí, o tancats en camps particularment durs. A més d'aquestes atrocitats, els expulsats havien de patir fam, set, malalties, estar separats de la família, haver perdut tots els seus béns i de vegades eren obligats a fer treballs forçats.
Un cop arribaren a llur destinació, van trobar-se un país arrasat per la guerra. La manca d'habitatges no començà a desaparèixer fins als anys 1960, i això no va fer sinó que agreujar els conflictes amb les poblacions locals. La situació va millorar només amb el Miracle econòmic alemany dels anys 1950, que va reduir la taxa d'atur a menys d'un 1%.
França no havia participat en la conferència de Potsdam i se sentia, doncs, lliure d'aplicar les disposicions que desitgés. Mantenia la seva posició segons la qual no havia aprovat les expulsions i per consegüent no era responsable del reallotjament i de l'avituallament dels expulsats en la seva zona d'ocupació. Si bé l'administració militar s'ocupava dels alemanys que havien arribat el juliol del 1945, va intentar rebutjar els nouvinguts que provenien de l'Est. La Gran Bretanya i els Estats Units protestaren contra les accions franceses, però no tenien cap mitjà per obligar França a aplicar la política d'expulsió decidida a Potsdam. França continuà diferenciant clarament entre els refugiats de guerra i els expulsats de post-guerra. El desembre de 1946 va acollir a la seva zona d'ocupació 250.000 refugiats alemanys que es trobaven a Dinamarca, perquè ja havien estat evacuats durant la guerra. Els danesos d'origen alemany no foren pas expulsats.
Fins a l'estiu de 1945, els aliats no s'havien posat d'acord sobre com havien de gestionar els expulsats. França suggerí l'emigració a l'Amèrica del Sud i a Austràlia i la implantació d'"elements productius" a França, mentre que els soviètics preferien la reinstal·lació de milions de refugiats a Mecklemburg-Pomerània Occidental.
Els soviètics, qui animaven i participaven en part en les expulsions, no s'amoïnaren pas de les condicions de vida dels expulsats i demanaven als americans i als britànics d'absorbir els refugiats a llurs zones d'ocupació. En contradicció amb els acords de Potsdam, els soviètics no oferiren provisions d'avituallament als expulsats A Potsdam acceptaren que el 15% dels equipaments industrials de la zona occidental, en particular del sector de la siderúrgia i la química, havien de ser transferits als soviètics a canvi de productes alimentaris, de carbó, potassi, fusta i petroli. Els lliuraments occidentals començaren el 1946, però els lliuraments soviètics, desesperadament necessaris per fornir de provisions els refugiats i rellançar la producció agrícola, no es feren mai. Per consegüent, els Estats Units van aturar els seus lliuraments el 3 de maig de 1946, mentre que els refugiats de la zona soviètica eren deportats a l'oest fins a finals del 1947.

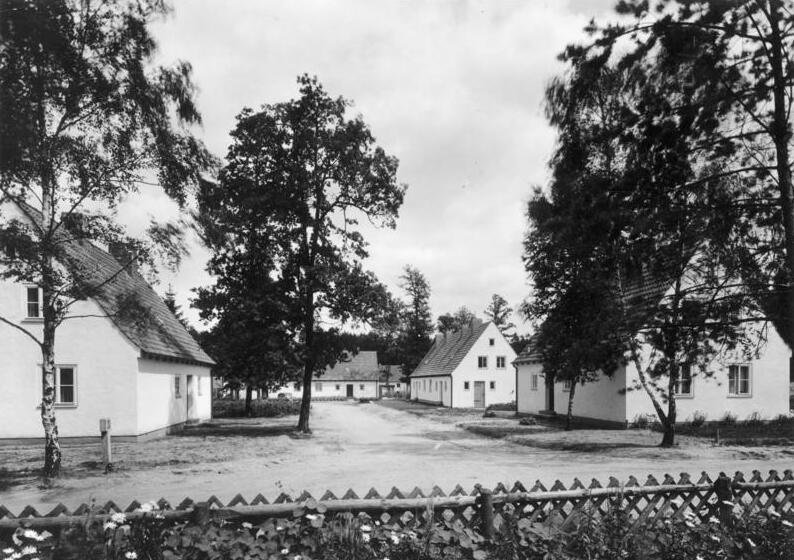
Camp de refugiats a Espelkamp, 1945.

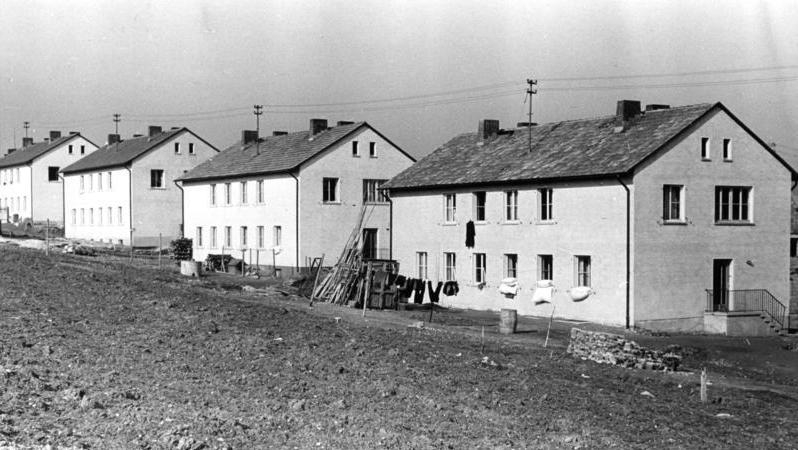
Camp de refugiats a Taunusstein, 1952.

A les zones britàniques i americanes, la situació s'agreujà considerablement, sobretot a la zona britànica. A causa de la seva ubicació a la mar del Nord i a la mar Bàltica, un gran nombre de refugiats arribaren per mar i les racions, ja modestes, van haver de reduir-se un terç el març de 1946. A Hamburg, per exemple, la superfície d'habitatge disponible per persona, ja reduïda pels bombardejos aeris de 16,3 m² el 1939 a 8,3 m² el 1945 es reduí encara més a 5,4 m² a causa de l'arribada massiva de refugiats. El maig de 1947 els sindicats d'Hamburg organitzaren vagues contra les paupèrrimes racions i els manifestants es queixaren de l'arribada de més expulsats.
Els Estats Units van haver d'importar menjar a la seva zona i fins i tot el Regne Unit, financerament enfonsat i depenent d'importacions alimentàries, va haver de contractar un nou préstec als Estats Units per finançar l'enviament de productes alimentaris a Alemanya. Els aliats van començar a aplicar una política d'"assimilació", considerada com la millor manera d'estabilitzar Alemanya i d'impedir la creació d'una població marginalitzada que podria rebel·lar-se. Així doncs, tots els expulsats que posseïen la nacionalitat polonesa, txecoslovaca, hongaresa, iugoslava, romanesa... van rebre automàticament la nacionalitat alemanya.

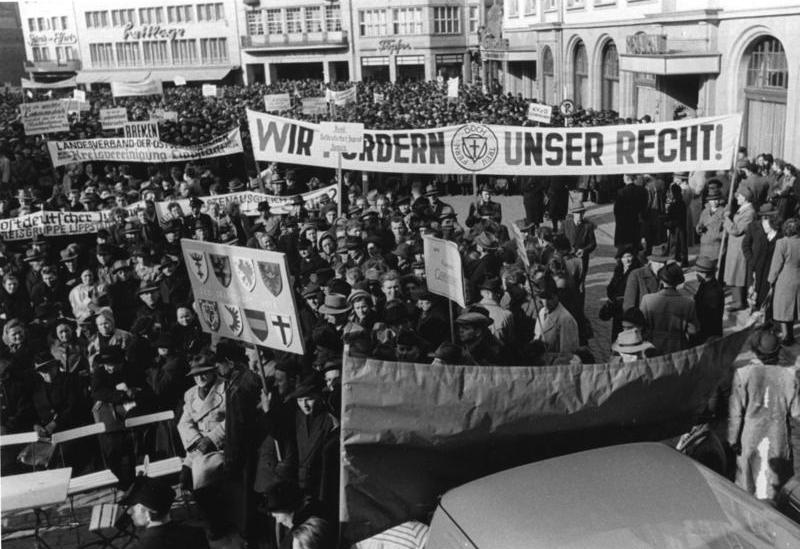
Manifestació d'expulsats a Bonn, capital de l'Alemanya Occidental, 1951.

Després de la fundació de l'República Federal d'Alemanya, la llei del 24 d'agost de 1952 es feu per millorar la situació econòmica dels expulsats. La llei, anomenada, en alemany, Lastenausgleichsgesetz, o Llei d'indemnització, garantia una compensació financera parcial i un accés al crèdit més fàcil per als expulsats. La pèrdua de llurs possessions i béns es calculava en 299,6 milions de marcs. Van crear-se organitzacions per facilitar la integració dels expulsats en la societat alemanya de post-guerra mentre que a l'Est, aquestes organitzacions eren prohibides. La més important, encara activa actualment, és la Federació dels Expulsats (en alemany, Bund der Vertriebenen). Es tracta d'una associació sense ànim de lucre creada per representar els interessos dels alemanys expulsats de llurs regions d'origen a l'est d'Europa. Representa els expulsats alemanys i la seva descendència, actualment, uns 15 milions de persones. L'actual presidenta és Erika Steinbach, membre de CDU.

## Demografia
Durant el període de 1944-1950, al voltant de 14 milions d'alemanys varen fugir, foren evacuats o expulsats per les accions de la Wehrmacht, de l'Exèrcit Roig o de milícies o per les accions de governs d'Europa de l'Est. Segons Rudolph Joseph Rummel, aquesta xifra pujaria probablement a 15 milions. Entre el 1944 i 1948 almenys 12 milions d'alemanys foren expulsats, la majoria d'ells d'antics territoris polonesos i de Txecoslovàquia. Al voltant de 3 milions d'alemanys es quedaren a les zones d'expulsions, però molts d'ells emigraren durant la Guerra freda. Els territoris que els alemanys deixaren foren gradualment repoblats amb nova població procedent dels nous estats, que ja havien sofert un èxode cap a l'est de la seva població.

### L'Alemanya de post-guerra i Àustria

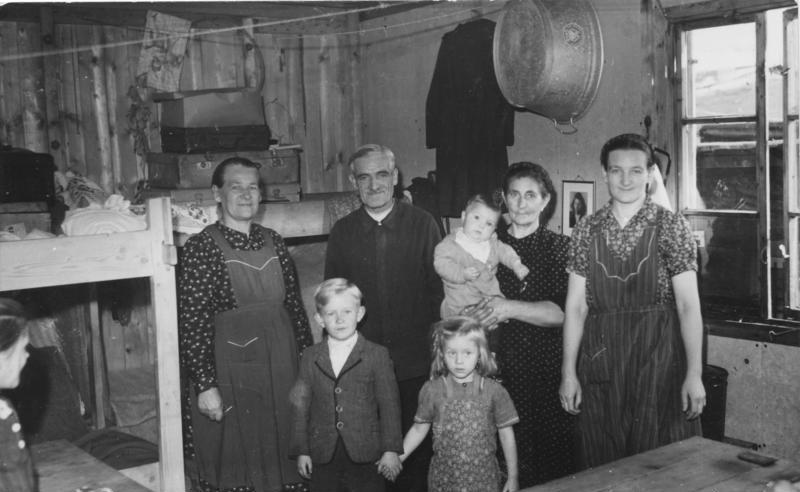
Camp de refugiats a Baviera, 1945.

El 29 d'octubre de 1946 l'Alemanya ocupada va acollir ja 9,5 milions de refugiats i d'expulsats: 3,6 milions a la zona britànica, 3,1 milions a la zona americana, 2,7 milions a la zona soviètica, 100.000 a Berlín i 60.000 a la zona francesa.
Aquestes xifres augmentaren de seguida amb l'arribada de 2 milions més de refugiats. L'Alemanya Occidental ja acollia més de 7,9 milions de refugiats el 1950, és a dir, el 16,3% de la població.

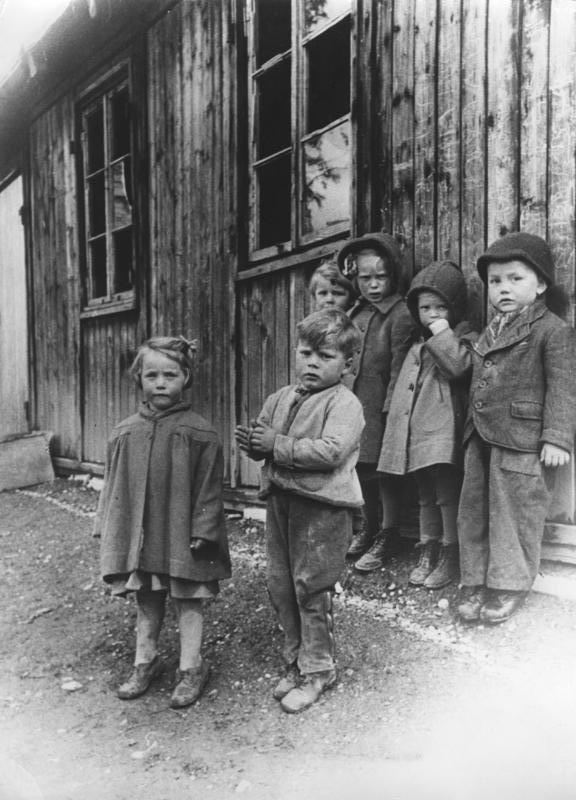
Nens alemanys en un camp de refugiats a l'Alemanya Occidental el 1945.

A la zona soviètica, la xifra arribava als 4,4 milions (24,2% de la població) quan va crear-se l'Alemanya de l'Est el 1950.
Així doncs, un total de 12,3 milions de refugiats vivien ara a territoris alemanys, i representaven el 18% de la població alemanya. A Àustria, d'altra banda, hi arribaren 500.000 refugiats. Gràcies a aquest flux, la població dels territoris alemanys de post-guerra havia augmentat el 16%, és a dir, 9,3 milions de persones, entre el 1939 i el 1950, malgrat les pèrdues de població causades per la guerra.
Després de la guerra, la zona oest de la nova frontera oriental d'Alemanya estava atapeïda de refugiats, molts d'ells vivien encara en camps, d'altres eren cercats i molts d'altres simplement perduts. Al contrari, la zona d'ocupació francesa no tenia gaires refugiats. Molts refugiats s'acuitaren a abandonar l'Alemanya de l'Est per anar a la de l'Oest. Prop d'un milió de refugiats sobre un total de tres emigraren entre el 1949, quan van crear-se les dues Alemanyes, i el 1961, quan es va tancar definitivament la frontera interior alemanya.